# Ampelita julii
Ampelita julii је пуж из реда Stylommatophora. 

## Угроженост
Ова врста се сматра угроженом.

## Распрострањење
Ареал врсте је ограничен на једну државу. 
Мадагаскар је једино познато природно станиште врсте.

## Станиште
Врста Ampelita julii је присутна на подручју острва Мадагаскар. 